# Caloptilia eurycryptis
Caloptilia eurycryptis är en fjärilsart som först beskrevs av Edward Meyrick 1928.  Caloptilia eurycryptis ingår i släktet Caloptilia och familjen styltmalar. Inga underarter finns listade i Catalogue of Life.